# Datornätverk
Datornätverk utgörs av sammankopplade datorer, skrivare, routrar, nätverksväxlar och andra enheter som överför data till varandra genom ett i förväg specificerat protokoll, till exempel TCP/IP.

## Nätverkstopologier
Nätverkstopologin beskriver i vilket mönster de olika noderna (enheterna) i nätverket är hopkopplade. Den underliggande nätverkstekniken begränsar vilka topologier som är möjliga.
- Maskformigt datanät
- Stjärnformat datanät
- Trädformat datanät
- Bussnät exempelvis Controller Area Network (CAN) eller Local Interconnect Network (LIN)
- Ringformat datanät exempelvis Token Ring och Media Oriented Systems Transport eller MOST (se nedan)
- Meshnät

## Nätverksklasser
Nätverksklassen beskriver storleken på nätverket och vad det används till, men behöver inte vara kopplat till en viss nätverksteknik.
- PAN (Personal Area Network, nätverk som begränsar sig till en enda person)
- LAN (Local Area Network, lokalt nätverk)
  - WLAN (Wireless Local Area Network, trådlöst LAN) exempelvis WIFI och Blåtand
- MAN (Metropolitan Area Network, stadsnätverk, campusnätverk)
- WAN (Wide Area Network, omfattande datanätverk, exempelvis Sunet eller hela det globala Internet)
- SAN (Storage Area Network, för lagring och säkerhetskopiering av data)
- Datornätverk (fordon) för kommunikation mellan elektroniksystem (datorer) inom ett fordon och i vissa fall inom ett maskinsystem:
  - Controller Area Network eller CAN för snabb kommunikation. Busstopologi
  - Local Interconnect Network eller LIN för långsammare enkel kommunikation. Busstopologi.
  - Media Oriented Systems Transport eller MOST för kommunikation av ljud, bild och även Internet. Ringtopologi.

## Nätverksprotokoll
- TCP
- IPX
- SPX

- IP
- X.25
- DECnet

- PPP
- SLIP
- Ethernet
- Token ring
- CAN
- LIN
- MOST

## Begrepp
- OSI-modellen
- P2P-nätverk (Peer-to-peer)